# Hermandad de la Yedra (Jerez)
La Real Hermandad y Cofradía de Nazarenos de Nuestro Padre Jesús de la Sentencia y Humildad, Santísimo Cristo de la Yedra, Nuestra Señora del Rosario y Nuestra Señora de la Esperanza Coronada, popularmente conocida como La Yedra es una cofradía católica de Jerez de la Frontera, la cual realiza su estación de penitencia en la madrugada del Viernes Santo. Su Dolorosa, que cuenta con gran devoción en la ciudad, está coronada canónicamente.

## Historia
Fundada en 1928 como Hermandad del Santísimo Cristo de la Yedra y Nuestra Señora de la Esperanza. En ese mismo año se compra la Virgen de la Esperanza a una tienda de antigüedades, la Imagen fue la antigua titular de la Hermandad de los Dolores.
En 1931 sale por primera vez en Semana Santa. En 1937 la hermandad es reorganizada, añadiendo al título de la misma el Señor de la Sentencia y Humildad.Entre sus benefactores destaca Petra de la Riva y González, considerada la primera camarera de la Virgen de la Esperanza
Hasta 2004 el Señor iba acompañado por las antiguas imágenes secundarias del paso de misterio de la hermandad de la Macarena, hasta que en el año 2005 José Antonio Navarro Arteaga realizase las 7 nuevas Imágenes del paso de misterio.

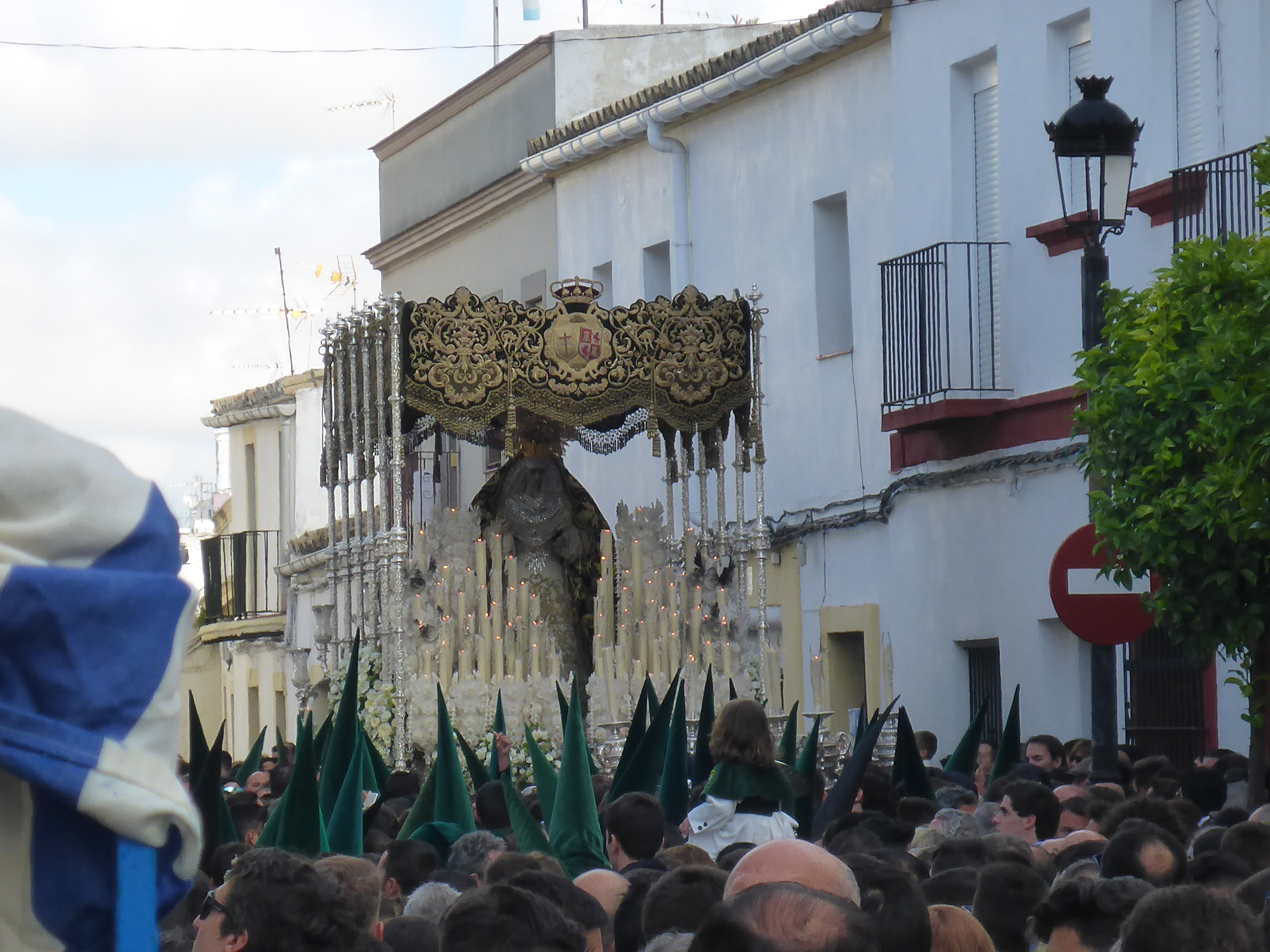
Esperanza de la mañana

En el año 2012 la Virgen recibe la Medalla de Oro de Jerez. En 2013 la Virgen fue coronada canónicamente por el Obispo de Asidonia-Jerez, Don José Mazuelos Pérez.

## Túnica
Túnica, guantes y capa de color blanco; con antifaz, botonadura, fajín y cíngulo de terciopelo verde. Como calzado, zapatos de vestir en color negro.

## Pasos

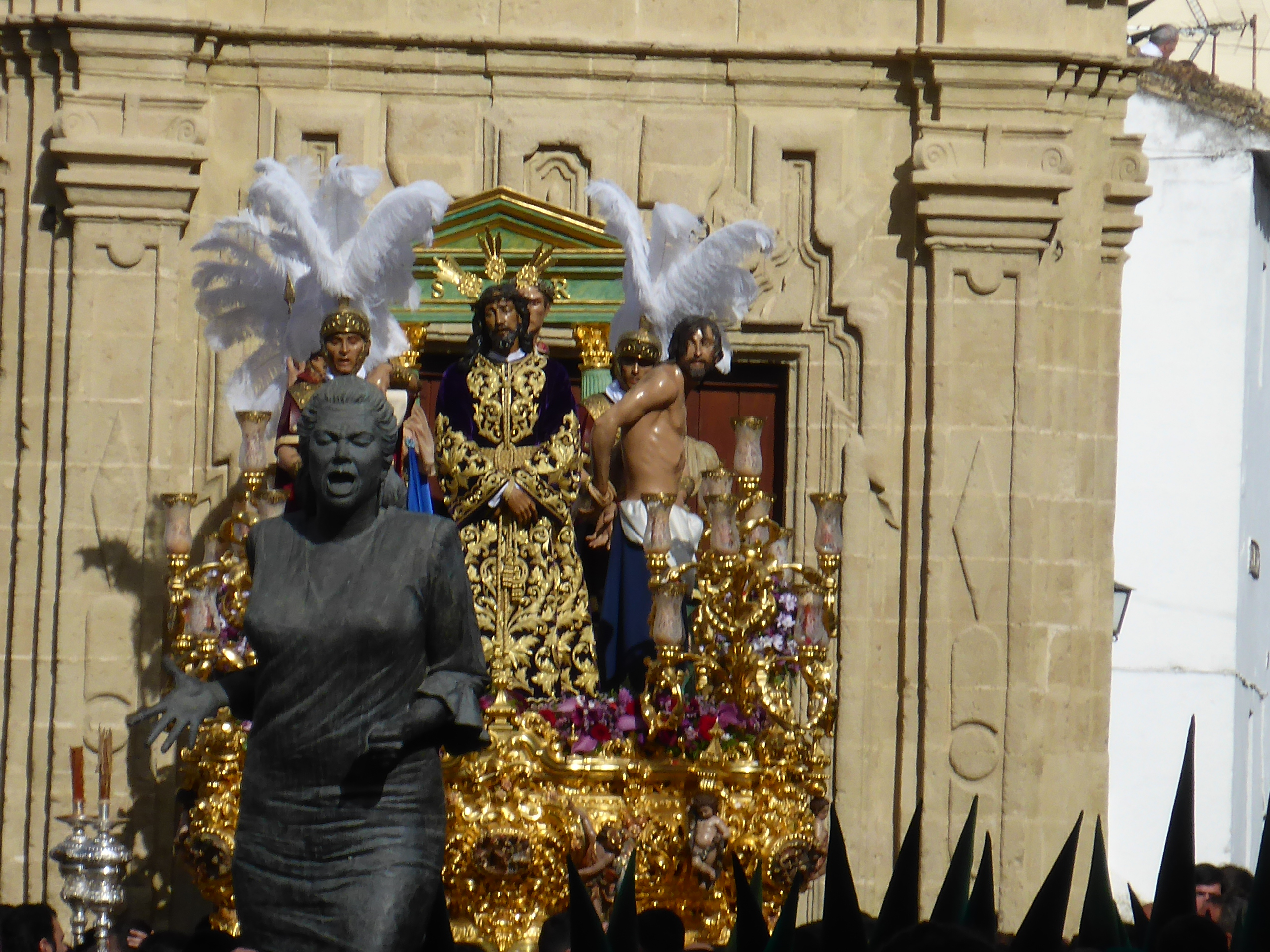
Sentencia de la Yedra

### Misterio
El Señor de la Sentencia y Humildad es obra de Carmelo Vicent Suria en 1948.  El paso de misterio ha sido diseñado y tallado por el sevillano  D. Antonio Martín Fernández realizado  en madera de cedro, realizando la carpintería Francisco Bailac González. El 14 de junio de 1986 se firma el contrato con el artista. Fue realizado entre 1988 y 1989, de estilo barroco y fue estrenado en la Semana Santa de 1989.El dorado del paso es de  los talleres Artesanía Arosa dando comienzo en 1990.
Las imágenes y altorrelieves de la canastilla de gran valentía  y respiraderos son obras del escultor  D. Manuel Carmona Martínez, terminado en 1992, Santos, ángeles y arcángeles, capillas ménsulas y guirnaldas decoran tanto la canastilla como los respiraderos.La terminación en crestería de las tulipas de los candelabros son obra del orfebre sevillano  D. Manuel de los Ríos Navarro
Grupo Escultórico:  Respecto a las imágenes secundarias, éstas fueren adquiridas a finales de los años 30 a la Hermandad de la Macarena de Sevilla, no se sabe a ciencia cierta su autoría ni la fecha de su ejecución. En 1941 procesionan por primera vez dichas imágenes en la Semana Santa jerezana.
El Grupo Escultórico actual de este paso, es de grandiosa calidad tanto en su diseño como en su ejecución y fue realizado por el imaginero sevillano D. José Antonio Navarro Arteaga, quedando inaugurado en la madrugada del año 2005.Dicho conjunto consta de 7 imágenes todas de talla completa y en posición bípeda: al fondo Poncio Pilatos con gesto de  lavarse las manos simbolizando que él se desentendía de lo que le ocurriera a Jesús, Claudia Procula lamentándose por lo ocurrido, Barrabás siendo liberado de su condena, un niño que sustenta la palangana con el agua a Pilatos y tres soldados romanos (uno suelta a Barrabás, otro mantiene preso a Jesús y otro que sostiene un pergamino dando lectura a la Sentencia).Además de esto también ejecutó dicho tallista un busto del emperador Tiberio que esta sustento por una columna y un trono que cierra todo el grupo en la trasera.Tanto la columna como el trono fueron sustituidos en 2009,  realizando el nuevo trono el taller sevillano de  D.Antonio Ibáñez.

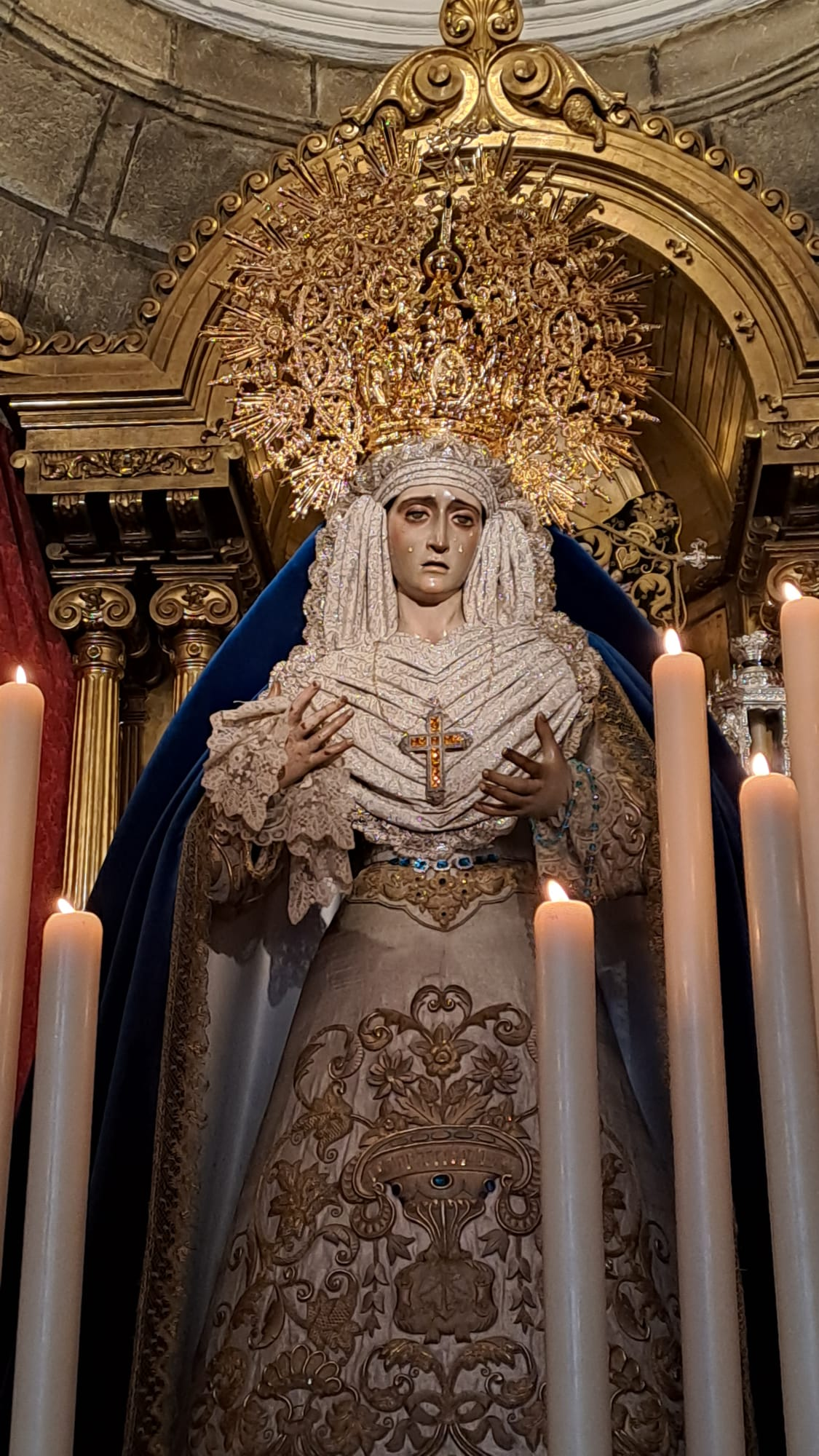
Virgen de la Esperanza

### Palio
La virgen de la Esperanza es obra de Diego Roldán en la segunda mitad del siglo XVIII. El paso de palio de Nuestra Señora de la Esperanza es una de las grandiosas obras salidas de los talleres de Esperanza Elena Caro por su majestuoso diseño y su magnífica ejecución. Como dato significativo mencionar que estuvo expuesto en 1968 el paso de palio al completo en el museo de las cofradías de Sevilla.
Los faldones son de terciopelo rojo; llevan un faldoncillo bordado con hilos de oro y rematados con un espeso fleco de canutillo y algunas borlas de oro. El dibujo del faldoncillo tiene como punto de arranque unas grandes eses, de hojas de acanto, que se entrecruzan y soportan unos preciosos cestos cargados de flores.
Los faldones llevan bordados dos broches en cada esquinas, un medallón cada costado y una cartela en el frente. Los medallones de los costados están rodeados de lambrequines hojas de acanto y flores, bordados con hilos de oro y seda de colores, al girarse; todos los elementos son tan menudos y profusos que es la primera vez que vemos un diseño de estas características bordado por Esperanza Elena Caro. En el interior de los medallones bordados con seda de colores se representa la Encarnación y la Asunción. La Encarnación es una copia del cuadro que pintó Murillo y que se conserva en el Museo del Prado (Madrid). La Asunción también tiene como punto de arranque un cuadro de Murillo, y quizás, por esto en la Hermandad consta como “representando a la Inmaculada Concepción de María”.
La cartela del faldón delantero está superada por una corona real y contiene tres escudos: el de la Hermandad (un ancla alada flanqueada por los anagramas de María y Jesús). En el centro, el escudo del Emperador Carlos V, y el escudo de Jerez.
Los respiraderos los repujó Manuel Rodríguez Pérez, y son una franja rectilínea, enmarcada, arriba y abajo, por una moldura casi semicircular que tiene cincelado a todo lo largo, una y otra vez, un rosetón- Unos peinazos planos la dividen en paños rectangulares. En el centro de cada paño hay otro rosetón, de dibujo más complicado y muy convexo; a su alrededor y con una composición simétrica, a partir de las mediatrices, hay tallos, hojas de acanto y flores. El conjunto es muy agradable por la delicadeza del dibujo, la suavidad del repujado y lo ornamental de la composición.
La primera candelería fue de serie, modelo “caritas”. La actual la diseñó y repujó el orfebre sevillano Manuel de los Ríos Navarro; consta de ochenta y cuatro piezas.
Las jarras. Las primeras fueron realizadas por el orfebre jerezano Manuel Rodríguez Pérez; de este primer juego la Hermandad solo conserva cuatro. Las actuales son del taller de Lorenzo, Jiménez y Rueda, el contorno es muy elegante, el repujado es el mínimo y tienen unas costillas en al panza y unos angelitos alrededor del cuello.
Los candelabros de cola tienen diez puntos de luz cada uno, y los realizó “Lorenzo, Jiménez y Rueda”. La base de cada candelabro es una barca sobre un mar encrespado; sobre las olas y por la borda hay ángeles, de pocos años, desnudos y sosteniendo símbolos pasionarios y marineros.
La imagen venera es de plata de ley, y copia fiel de una talla policromada que se venera en la capilla del Sagrario, de la Parroquia de Madre de Dios. Es una imagen sedente; en sus manos tiene un libro que parece leer con verdadera atención; el sillón y la imagen tienen por peana una gran nube, que casi la ocultan unas cabezas de ángeles. El taller de “Lorenzo, Jiménez y Rueda” imitó el estofado de la talla con un pulcro cincelado.

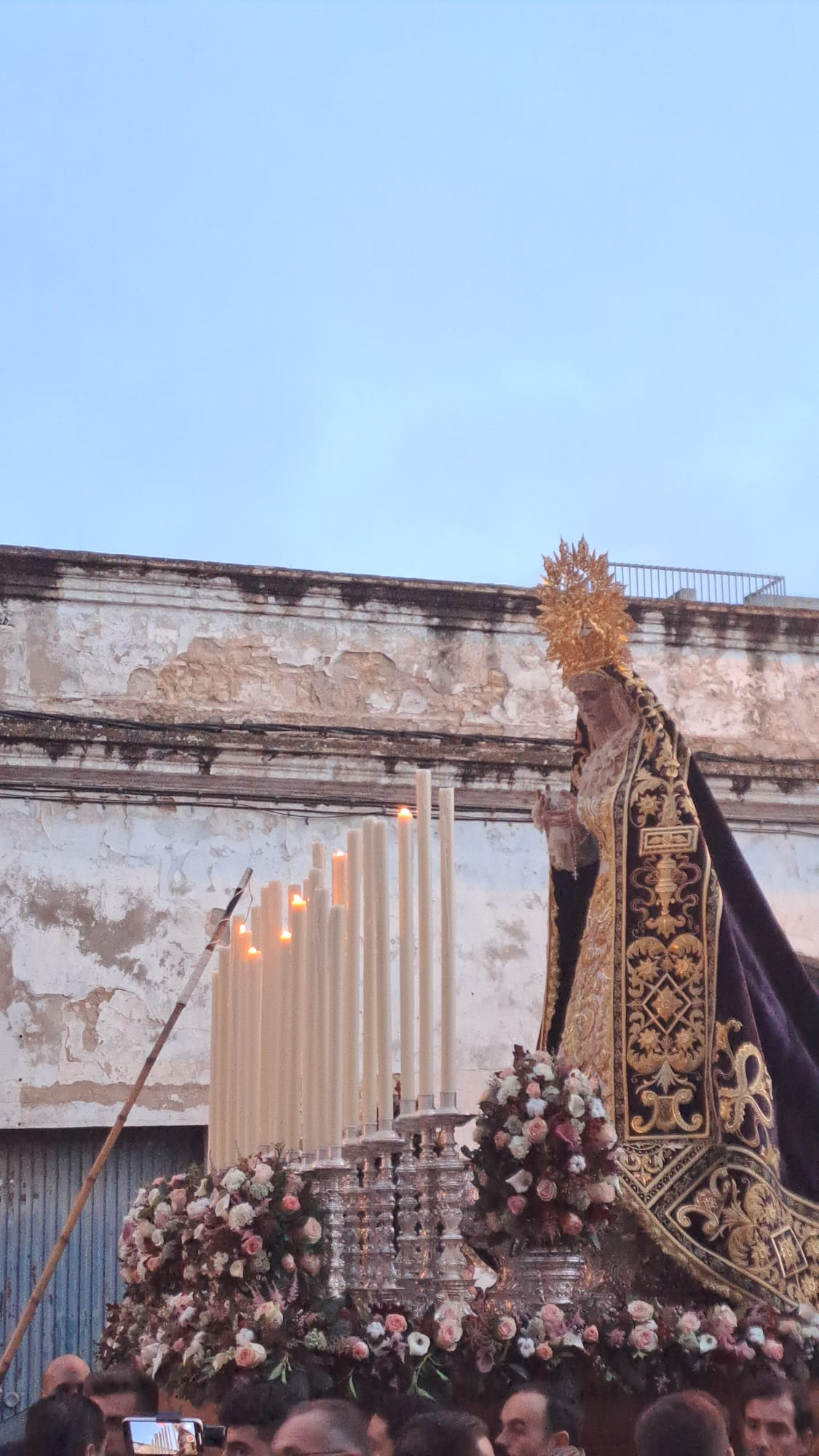
La Virgen de la Esperanza en un traslado al Oratorio Festivo para sus cultos de diciembre

Los primeros varales fueron repujados por Manuel Rodríguez Pérez, luego fueron adquiridos por la Hermandad del Cristo del Amor. Los actuales los repujó el taller de “Lorenzo, Jiménez y Rueda”. La base es redonda, cilíndrica, con una serie de nudos y estrangulamientos que nos recuerdan más a las columnas de los templos de la India que al balaustre renacentista. Alrededor hay ángeles: tres en los varales de las esquinas y dos en los restantes. Los tubos son largos, solo seis, tienen un repujado muy acentuado y están unidos por unos nudos o macollas muy simples; la macolla que une los tubos tercero y cuarto es más alta, más rica y está flanqueada por unas costillas o roleos en eses. Los varales se rematan con perillas.
La peana fue realizada en los talleres sevillanos de Pedro Ángulo Solís.
La Saya fue confeccionada en terciopelo blanco con bordados de hilos de Oro y posteriormente en 1973 fue pasada a tisú de plata tal como la conocemos hoy en día obra de Esperanza Elena Caro.
El manto es de terciopelo verde, bordado con hilos de oro combinando sedas de colores en la ornamentación floral. Su diseño es de Ignacio Gómez Millán y bordado por Esperanza Elena Caro.
El palio es también de terciopelo verde, bordado con hilos de oro, y con sedas de colores los escudos; las caídas son de estilo sevillano.
Las caídas tienen un dibujo que se repite entre cada varal, al estilo de Juan Manuel; unos roleos, calados, toman hechura de cartela sobre una macolla de hojas de acanto. La macolla en su parte superior forma un cesto con flores, la parte inferior, solo con hojas de acanto queda casi al aire libre, pues está sobre una malla de hilos de oro. La composición es mucho más complicada que las de Rodríguez Ojeda. Las caídas tanto delantera como trasera tienen en el centro una cartela, rematada por una corona real, y en su interior cada una tiene dos escudos. Los escudos de la cartela delantera son el de la Hermandad (un ancla) y el de Jerez. En la cartela trasera, uno es el de San Miguel (cruz alada) y el otro tiene cuatro cuarteles con las armas de Castilla y León.
El techo. En el centro, unos roleos y hojas de acanto forman una gran cartela; el fondo queda matizado por una red de hilos de oro. Sobre esta red o malla, y dejando un gran espacio a su alrededor, hay otra cartela; en su interior esta bordada un ancla. De la cartela grande arrancan roleos, hojas de acanto y flores que se extienden por toda la superficie, y en los bordes y en las esquinas forman unas cartelas, que nos recuerdan a las de las caídas del palio, y que también tienen los fondos con mallas.
La corona es de plata sobredorada obra del orfebre jerezano D. Manuel Rodríguez Pérez, una obra muy rica en símbolos y alegorías, corona de grandes dimensiones, cerrada con imperiales y una amplia ráfaga rematada en su eje central con un ancla y una cruz alada entrecruzadas. Se bendijo el 19 de marzo de 1948.

## Sede
Su sede canónica es la Capilla de la Yedra, en el Barrio de San Miguel. La capilla es construida en 1724, sustituyendo a una vieja cruz de humilladero, la cual fue trasladada al centro de la plaza.

## Referencias

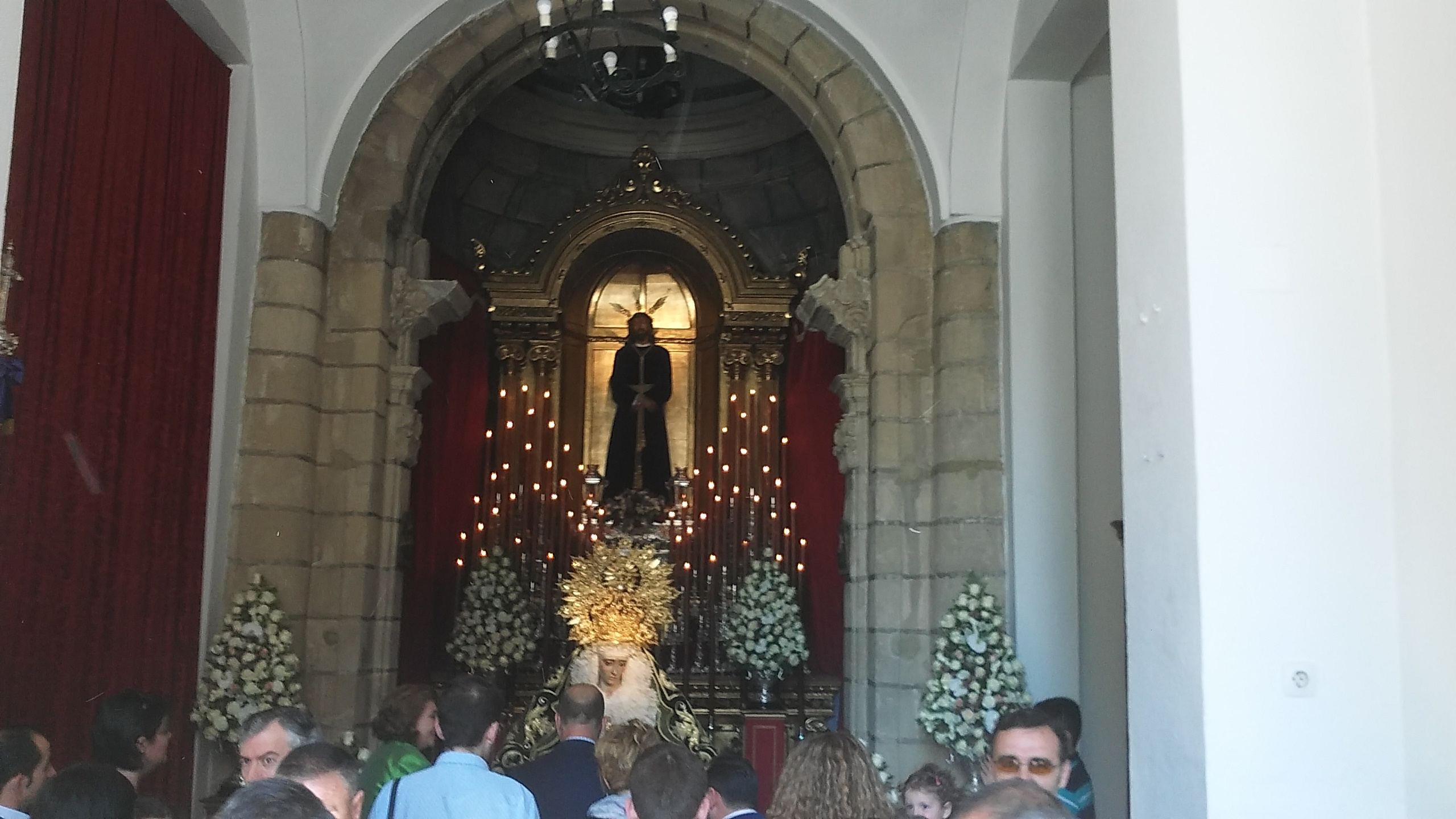
Capilla

## Paso por Carrera Oficial
| Predecesor: Buena Muerte | Orden de entrada en Carrera Oficial (Madrugá) 5º lugar | Sucesor: La Misión |